# Figuren aus der Jim-Knopf-Reihe
In diesem Artikel werden wichtige Figuren aus der Jim-Knopf-Reihe von Michael Ende beschrieben.

## Hauptfiguren

### Jim Knopf

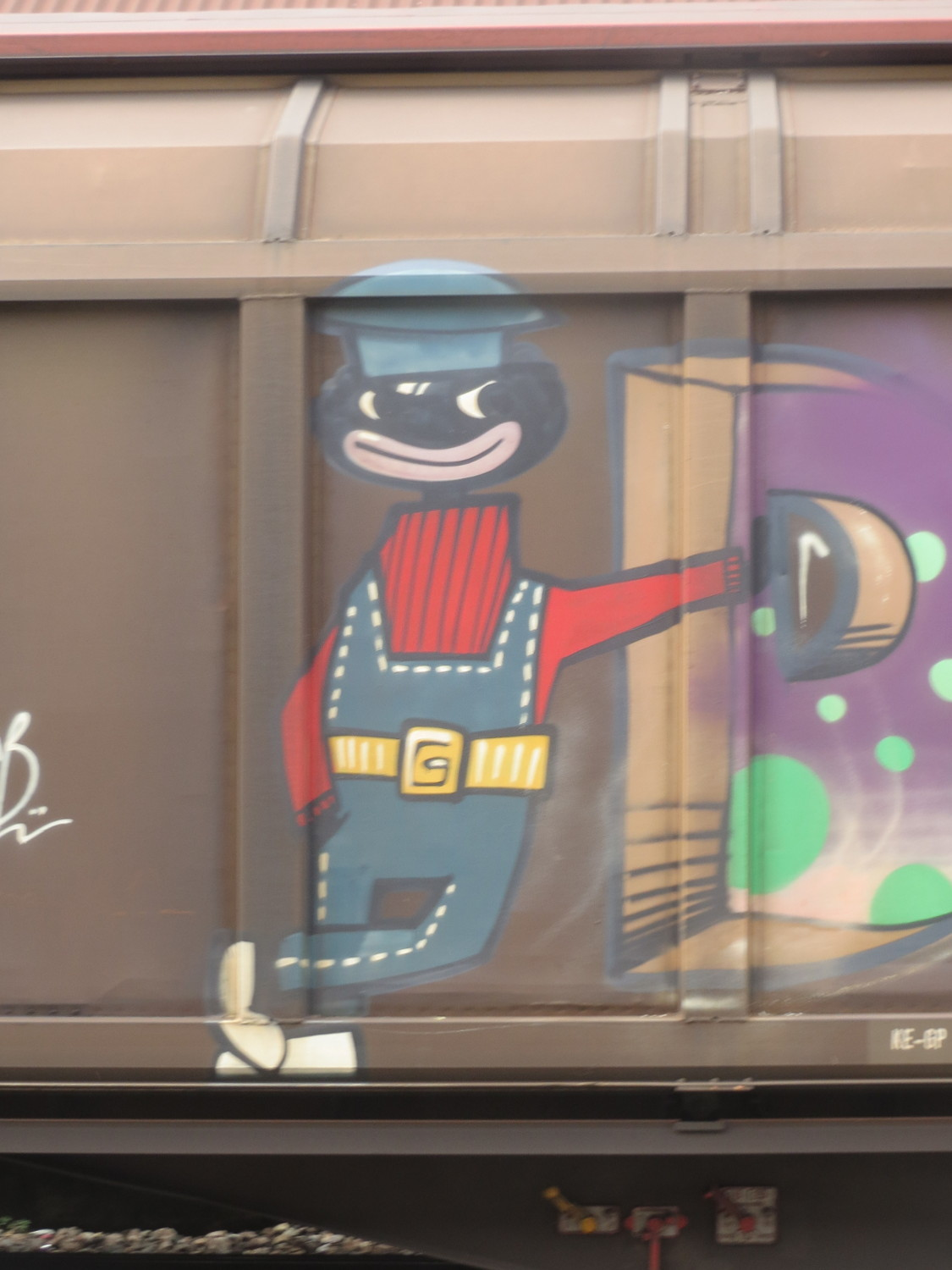
Jim-Knopf-Figur nach Franz Josef Tripp, Graffiti an einem Güterwaggon

Jim Knopf ist die Hauptfigur beider Bücher. Er kommt als Baby und Waise mit der Post nach Lummerland. Er wächst bei der Insel-Krämerin Frau Waas auf und macht eine Lokomotivführerlehre bei Lukas, der zudem sein bester Freund ist. Außerdem hat er dunkle Haut. Das wird später damit erklärt, dass er in der 33. Generation von einem der Heiligen Drei Könige, nämlich Kaspar, abstammen soll. Jim Knopf hat am 2. oder 9. August 1960 Geburtstag.
Seinen Nachnamen bekam er, als Frau Waas auf sein nicht zu stopfendes Loch in der Hose voller Verzweiflung einen Knopf nähte, damit Jim es einfach auf- und zuknöpfen kann. Seinen Vornamen hat Lukas ihm gegeben, weil der Junge, wie er sagt, „einfach so aussieht“.

### Lukas
Lukas, der Lokomotivführer, lebt auf Lummerland. Er ist klein und rund und trägt eine Schirmmütze, einen Arbeitsanzug und raucht Pfeife. Lukas hat blaue Augen und sein Gesicht ist immer „fast ganz schwarz von Öl und Ruß“, trotz fleißigen Gebrauchs einer speziellen Lokomotivführerseife. Lukas ist so stark, dass er eine Eisenstange zu einer Schleife binden kann. Sein Hobby ist das Kunstspucken – er ist so gut darin, dass er sogar einen Looping spucken kann. Bevor Lukas und sein bester Freund Jim Knopf zu ihren Abenteuern aufbrechen, fährt er normalerweise täglich mit seiner Lokomotive Emma durch die fünf Eisenbahntunnel von Lummerland und pfeift dabei zweistimmig. Er ist außerdem Bahnhofsvorsteher des einzigen Bahnhofs von Lummerland.

### Emma
Emma heißt die Dampflokomotive von Lukas. Sie ist etwas dick und gehört keiner bestimmten Eisenbahngesellschaft, unklar ist, ob Lukas der Eigentümer ist. Sie ist eine „gute, wenn auch vielleicht etwas altmodische schmalspurige Tenderlokomotive“ der Achsfolge B. Das Fahrzeug verfügt weder über außenliegende Treibstangen noch über Laufachsen, auch sind in Abbildungen keine Dampfzylinder zu sehen. Nach der Überlastung, um aus dem einstürzenden Tal der Dämmerung zu entkommen, sagt Lukas, dass der „Taktierkolben“ gebrochen sei, der den Takt vorgibt, nach dem Emma schnauft, und dass dieser sich ganz innen befinde. Eine Dampflok mit nur einem Kolben und Innenzylinder wäre ungewöhnlich und technisch problematisch. Auf dem Kesselscheitel befinden sich ein Schornstein, ein Dampfdom und eine Dampfpfeife. An der Tür der Rauchkammer befindet sich ein großer Scheinwerfer. An der Rückseite des Führerhauses befindet sich der Kohlekasten. Über diesem hängt eine Glocke für Tonsignale. Über die Bremsen gibt es keine Aussagen. Außer der Lokomotive existieren keine zugehörigen Eisenbahnwagen. Emma hat keine Kupplungen, um mit weiteren Eisenbahnfahrzeugen gekuppelt zu werden. Passagiere fahren, wenn überhaupt, im Führerhaus mit.
Auf den Abenteuerreisen von Lukas und Jim Knopf wird Emma von einem Eisenbahnfahrzeug zu einem Schiff, einem U-Boot, einem Landfahrzeug ohne Schienen, einem Luftfahrzeug und einem „Perpetumobil“ umfunktioniert. Am Ende des ersten Bandes bekommt Emma eine Tochter, die Baby-Lokomotive Molly, ein Vater kommt in der Geschichte nicht vor.

## Auf Lummerland

### König Alfons der Viertel-vor-Zwölfte
Alfons der Viertel-vor-Zwölfte ist der König von Lummerland. Er lebt in einem Schloss zwischen den beiden Berggipfeln. Sein Name kommt daher, dass er um Viertel vor Zwölf geboren wurde. Alfons der Viertel-vor-Zwölfte gilt als guter Herrscher. Er sitzt den ganzen Tag mit einer Krone auf dem Kopf und in einem Schlafrock aus rotem Samt sowie Pantoffeln auf seinem Thron und telefoniert mit einem goldenen Telefon mit anderen Königen.
König Alfons der Viertel-vor-Zwölfte hat zwei Untertanen, Frau Waas und Herrn Ärmel (Lukas ist kein Untertan, er ist als Lokomotivführer Beamter im Staatsdienst). Während der Woche regiert Alfons, an Sonn- und Feiertagen tritt der König um Viertel vor Zwölf ans Fenster und winkt mit der Hand. Seine Untertanen jubeln ihm dann zu und Emma pfeift. An hohen Feiertagen spendiert der König seinen Untertanen und Lukas ein Eis, das er im Kaufladen von Frau Waas bestellt.

### Herr Ärmel
Herr Ärmel ist ein Untertan von König Alfons dem Viertel-vor-Zwölften. Er trägt einen steifen Hut auf dem Kopf und geht immer mit seinem Regenschirm spazieren. Er lebt in einem gewöhnlichen Haus. In den Originalromanen hat Herr Ärmel keinen bestimmten Beruf; er ist „hauptsächlich Untertan und wurde regiert“, erst gegen Ende des zweiten Teils wird er zum Privatlehrer von Jim, Li Si und den anderen Kindern auf Jamballa. In den Verfilmungen der Augsburger Puppenkiste ist Herr Ärmel von Beruf Fotograf.

### Frau Waas
Frau Waas lebt ebenfalls auf Lummerland und ist der zweite Untertan von König Alfons dem Viertel-vor-Zwölften. Sie ist rund und dick und hat rote Wangen. Frau Waas lebt in einem Haus mit einem Laden, in dem man alles kaufen kann, was man so braucht. Herr Ärmel kauft regelmäßig bei ihr ein. Als Jim Knopf nach Lummerland kommt, wird Frau Waas seine Adoptivmutter. Ihr Name stammt daher, dass einer ihrer Vorfahren wohl etwas schwerhörig war und daher immer „Waaaaas?“ fragte, sobald er etwas nicht verstanden hatte. In der Fassung der Augsburger Puppenkiste gibt es eine Szene, in der sich Frau Waas am Telefon auf die gleiche Art meldet.

### Molly
Am Ende des ersten Bandes zeigte Lukas seinem Freund Jim Knopf in Emmas Kohlekasten deren Tochter. Jim gibt der kleinen Lokomotive den Namen Molly. Molly wurde offensichtlich von Emma geboren. Wie ihre Mutter ist sie eine Dampflokomotive mit der Achsfolge A A. Sie ist ebenfalls eine schmalspurige Tenderlokomotive, deren Spurweite, wie alle anderen Abmessungen, mit fortschreitendem Wachstum zunimmt. Sie besitzt (noch) keinen eigenen Kohlenkasten. Als Wasserfahrzeug besitzt sie keinen eigenen Antrieb, sondern wird mit einer Schlepptrosse von Emma als Schlepper gezogen.
Im zweiten Band lassen Jim und Lukas Molly auf dem Großen Gurumusch-Magnetfelsen zurück, nachdem sie dort die Ursache für das nicht mehr funktionierende Meeresleuchten gefunden haben. Bei ihrer Rückkehr ist die kleine Lokomotive verschwunden. Sie wird von der Wilden 13 als vermeintliche Bezahlung durch Frau Mahlzahn mitgenommen und bei einer Seeschlacht gegen diese zunächst befreit, geht dann aber mit dem unterlegenen kaiserlichen Schiff unter. Uschaurischuum und Sursulapitschi fanden Molly später weit im Süden an der tiefsten Stelle des Ozeans. Uschaurischuum verwandelt danach das Eisen der Lokomotive in Kristall der Ewigkeit, eine Art unzerstörbares Glas. Grund dafür ist seine große Dankbarkeit dafür, dass Jim und Lukas ihn mit dem Feuerwesen Nepomuk zusammengebracht hatten, mit dessen Hilfe er den Kristall der Ewigkeit herstellen konnte.

## In und um Mandala

### Kaiser von Mandala (China)
Pung Ging, der Kaiser von Mandala, ist ein großer, sehr alter Mann mit einem bodenlangen, dünnen Bart. Seine Stimme ist leise, jedoch klangvoll. Er wird begrüßt, indem man sich auf den Bauch niederwirft. Nach einer Warnung durch Ping Pong befreit er Jim und Lukas im letzten Moment aus den Fängen von Herrn Pi Pa Po und der Palastwache. Fortan stehen sie als die heiß ersehnten Retter seiner Tochter Li Si unter seinem persönlichen Schutz. Er hat versprochen, seine Tochter demjenigen zur Frau zu geben, der sie aus der Drachenstadt befreit. 

### Prinzessin Li Si
Prinzessin Li Si ist die Tochter des Kaisers von Mandala. Sie ist sehr klug und hat einen starken Widerspruchsgeist, deshalb wird sie auf einem heimlichen Ausflug von der Wilden 13 gefangen genommen und an Frau Mahlzahn verkauft. Nach ihrer Befreiung verlobt sie sich mit Jim Knopf. Da sie einen Ehemann möchte, der klüger ist als sie, soll Jim Lesen und Schreiben lernen.

### Ping Pong
Ping Pong ist das zweiunddreißigste Kindeskind von Herrn Schu Fu Lu Pi Plu und beim ersten Treffen mit Jim und Lukas 368 Tage alt. Ping Pong ist so groß wie eine Hand und sein Kopf nicht größer als ein Tischtennisball. Jim und Lukas lernen ihn kennen, als sie bei ihrer Ankunft in Mandala versuchen, mit Emma Geld zu verdienen, um sich etwas zu essen kaufen zu können. Er bringt ihnen eine Mahlzeit aus der Küche des kaiserlichen Oberkochs und klärt sie darüber auf, dass Prinzessin Li Si vermisst wird. Er rettet Lukas und Jim im letzten Moment vor Verhaftung und Hinrichtung, indem er den Kaiser informiert. Nach der darauf folgenden Entmachtung des Oberbonzen Pi Pa Po ernennt der Kaiser Ping Pong trotz seiner Jugend zum Oberbonzen. Ping Pong erweist sich in diesem Amt als außerordentlich tüchtig.

### Türhüter
Er ist das rangniederste Mitglied des Kaiserlichen Amtes. Ein etwas schnöseliger Beamter, den Jim und Lukas zunächst nur als „dicken gelben Kopf, der Schwierigkeiten macht“ und nur durch die Türklappe kennenlernen. Er verweigerte ihnen den Einlass, da sie anfangs keinen konkreten Grund für ihren Besuch oder gar eine persönliche Einladung des Kaisers vorweisen können, meldet ihr Anliegen aber pflichtbewusst auf dem üblichen Dienstweg an den Obertürhüter weiter.

### Bonzen
Die Bonzen sind die Minister und ranghöchsten Beamten des Reiches Mandala. Der oberste oder Premierminister trägt hier den Titel „Oberbonze“.

#### Oberbonze Pi Pa Po
Er wird als sehr dick, machtversessen und neidisch beschrieben. Er hätte Prinzessin Li Si gerne zur Frau gehabt, hat aber gleichzeitig zu viel Angst, sie selber aus der Drachenstadt zu befreien. Als die Meldung von den zwei Fremden, die zu dieser Heldentat bereit wären, nach einem langen und verschlungenen Weg durch die Instanzen des Kaiserlichen Amtes bei den Bonzen anlangt, beschließt er, sie als Spione verhaften und hinrichten zu lassen. Im Roman spielt er nur eine kleine Rolle, im Trickfilm tritt er jedoch als Hauptbösewicht in Erscheinung.
Während einer für Jim und Lukas quälend langwierigen, sehr von oben herab und in schlimmstem „Beamtenchinesisch“ geführten Unterredung gelingt es ihm tatsächlich, Lukas zu einer „Bonzenbeleidigung“ zu provozieren und durch die Palastwache abführen zu lassen. Dafür wird er jedoch selbst vom Kaiser bestraft. In der Verfilmung der Augsburger Puppenkiste wird er allerdings lediglich entlassen, in der farbigen Neuverfilmung von 1976 gar nur verwarnt (er ist gegen Ende des Filmes immer noch Bonze, im zweiten Teil allerdings übernimmt auch in dieser Fassung Ping Pong diese Aufgabe).

### Palastwache
Es ist die Wachtruppe des Kaiserpalastes mit zweiunddreißig Mann. Ihr Hauptmann hat als einziges Gehorchen gelernt und verfolgt dieses konsequent, ohne je nach Sinn oder Zulässigkeit eines Befehles zu fragen. Die Wache führt Jim und Lukas zu den Bonzen und soll sie auch zum Richtplatz führen, ehe der Kaiser im letzten Augenblick einschreitet.

### Herr Schu Fu Lu Pi Plu
Der Oberhofkoch des Kaisers von Mandala. Setzt sich zu besonderen Anlässen seine größte Kochmütze, angeblich so groß wie ein Federbett, auf. Herr Schu Fu Lu Pi Plu ist außerdem der Großvater des Winzlings Ping Pong.

### Blüten der Gelehrsamkeit
Die 21 hofeigenen Gelehrten des Kaisers gelten aufgrund des allgemein schon hohen Bildungsgrades der Mandalanier als nahezu allwissend. Sie klären Jim und Lukas über alles wissenschaftlich bisher Bekannte über Drachen, die Drachenstadt Kummerland und den Weg dorthin auf. Als Zeichen ihrer besonderen Würde tragen sie große goldene Brillen. Es werden drei Sorten von Blüten der Gelehrsamkeit beschrieben: 
- Vom vielen Studieren und Auswendiglernen sind einige ganz zusammengeschrumpft und haben riesige Stirnen.
- Vom vielen Sitzen und Lesen wurden einige kurz und dick.
- Vom beständigen Recken nach den oberen Bücherregalen wurden einige lang und dünn wie Besenstiele.

### Goldener Drache der Weisheit
Wenn ein Drache überwunden wird, ohne umgebracht zu werden, verwandelt er sich in einen Goldenen Drachen der Weisheit. Drachen existieren nur, um überwunden zu werden. Zwar wissen sie sehr viel; bevor sie überwunden sind, nutzen sie dieses Wissen aber nur auf negative Weise. Eine Verwandlung kommt alle 1000 Jahre nur einmal vor. Ein Goldener Drache der Weisheit weiß alle Geheimnisse und löst alle Rätsel. Die Verwandlung vollzieht sich, indem ein goldener Schimmer immer wieder über den Drachen huscht und eine Spur des Goldes an den Schuppen hängenbleibt. Ein Jahr lang bleibt der Drache wie tot liegen und darf in dem Zeitraum nicht berührt werden.
Der Goldene Drache der Weisheit hilft Jim und Lukas, die Platzprobleme auf Lummerland mit der Ergänzung der schwimmenden Insel Neu-Lummerland zu beheben. Außerdem erklärt er ihnen, wie sie die Wilde 13 finden können und gibt durch Rätsel Hinweise darauf, wie sie diese besiegen und Jim seine Herkunft erfahren kann.

## Jenseits der Krone der Welt

### Herr Tur Tur
Herr Tur Tur heißt mit Vorname und mit Nachname Tur. Er wurde in Laripur, einer großen Insel im Norden von Feuerland geboren. Seine Eltern, die er als sehr liebe Eltern beschreibt, waren die einzigen Menschen, die sich nicht vor ihm fürchteten. Nach ihrem Tod wanderte er aus. Herr Tur Tur ist ein sogenannter Scheinriese: je weiter man sich von ihm entfernt, desto größer scheint er. Nur wer sich ganz nah an ihn heranwagt, erkennt, dass er genauso groß ist wie jeder normale Mensch. Weil sich das aber niemand traut, ist Herr Tur Tur sehr einsam.
Jim Knopf und Lukas der Lokomotivführer treffen Herrn Tur Tur in der Wüste Ende der Welt. Er bringt sie zu seiner Oase und führt sie zur Region der schwarzen Felsen. Im zweiten Band flieht er vor Nepomuk aus seinem Haus. Später wird er ein lebendiger Leuchtturm für Lummerland und Neu-Lummerland, damit insbesondere das Postschiff sowie das kaiserliche Staatsschiff nicht mehr mit der Insel kollidieren. Herr Tur Tur ist Vegetarier.

### Nepomuk
Nepomuk ist ein Halbdrache, dessen Vater ein reinrassiger Drache, seine Mutter aber ein Nilpferd war. Sein dicker Kopf mit großen, runden Augen, der blau und gelb getüpfelt ist, erinnert an ein Nilpferd. Nepomuks Körper ist zart. Er besitzt einen langen, dünnen Schwanz. Zu seinem Namen kommt er, weil seine Mutter in einem Zoo wohnte und daher viel Kontakt mit Menschen hatte. Er schläft auf einem Kohlehaufen, damit er sich nicht jeden Morgen extra vollschmieren muss. Nepomuk leidet darunter, als Halbdrache von den richtigen Drachen ausgegrenzt zu werden. Als Dank für die Reparatur seines Vulkans besorgt Nepomuk Jim und Lukas neue Kohlen und zeigt ihnen den Weg zur Drachenstadt. In der späteren Fortsetzung wird Nepomuk der Magnetwächter von Gurumuschs Magnet.

### Frau Mahlzahn

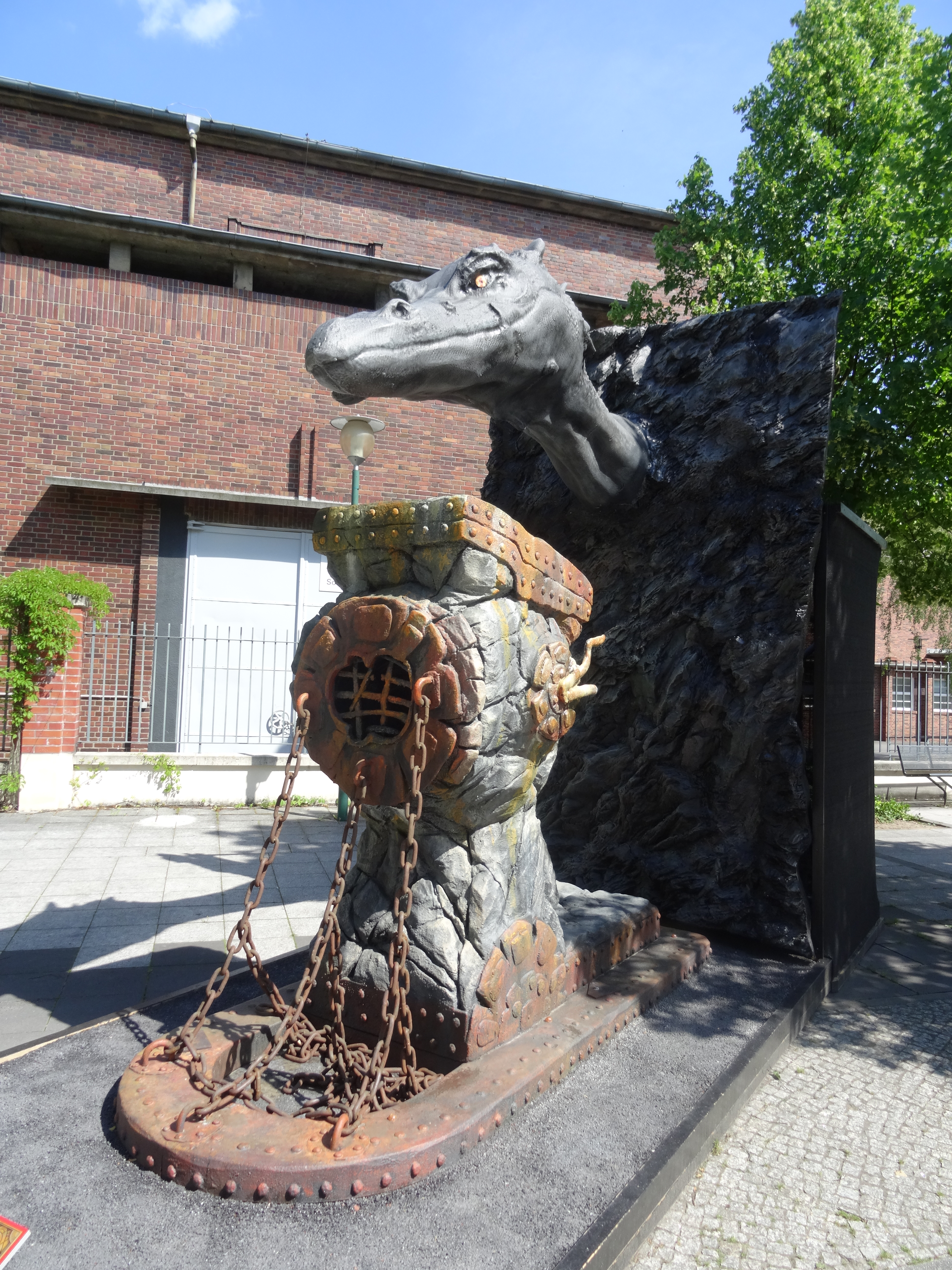
Eine Figur von Frau Mahlzahn aus der Realverfilmung (2017) von Jim Knopf und Lukas der Lokomotivführer

Frau Mahlzahn ist ein magerer Drache. Ihre spitze, große Schnauze ist mit Borsten und Warzen bedeckt und ein langer, Zahn ragt daraus hervor. Sie hat kleine, stechende Augen und einen dicken Adamsapfel im langen, dünnen Hals. Außerdem trägt sie eine Brille. Von der Wilden 13 kauft sie Kinder, die sie in ihrer Schule in der Alten Straße 133 gefangen hält und mit Unterricht unter Einsatz von Schlägen quält. Frau Mahlzahn wird von Jim und Lukas mit Unterstützung von Emma gefangen genommen und nach Ping gebracht, wo sie sich in einen goldenen Drachen der Weisheit verwandelt.

## In und auf dem Meer

### König Lormoral
König Lormoral ist der Meerkönig und Herrscher über die Unterwasserstadt Jamballa, der wegen des alten und nicht mehr funktionierenden Kristalles der Ewigkeit, der die Unterwasserwelt erhellen und alles Widerliche aus den Tiefen des Meeres fernhalten soll, ziemlich beunruhigt ist. Er benötigt dringend Hilfe und beauftragt den Schildnöck Uschaurischuum, den Kristall der Ewigkeit wiederherzustellen. Doch als Jim um seine vermisste Lokomotive Molly trauert, ist der mit von der Partie und findet Molly wieder.

### Uschaurischuum
Uschaurischuum ist ein Schildnöck, ein schildkrötenartiges Wasserwesen, der ebenfalls in König Lormorals Unterwasserstadt wohnt. Er ist in Sursulapitschi, die Tochter des Meerkönigs, unsterblich verliebt. Doch ihrer Heirat steht der sagenumwobene Kristall der Ewigkeit im Wege, der durch Uschaurischuum erst wieder neu erschaffen werden muss. Dafür braucht Uschaurischuum die Partnerschaft mit einem Feuerwesen. Als Partner findet er gegen Ende der Geschichte den Halbdrachen Nepomuk und erstellt mit ihm den Kristall der Ewigkeit.

### Sursulapitschi
Sursulapitschi ist die zweite Tochter des Meerkönigs Lormoral und gleichzeitig die Verlobte von Schildnöck Uschaurischuum, der allerdings, solange er nicht den Kristall der Ewigkeit wiederherstellt, Sursulapitschi nicht heiraten kann. Auch sie ist an der Suche nach Jims Lokomotive Molly beteiligt.

### Die Wilde 13
Die Wilde 13 ist eine gefährliche Bande von Piraten, die mit ihrem Segelschiff die Weltmeere unsicher machen. Sie entführen Prinzessin Li Si und verkaufen sie an Frau Mahlzahn. Sie hatten auch schon Jim Knopf an den Drachen verkauft, der aber durch ein postalisches Versehen statt in Kummerland auf Lummerland landete. Sie wohnen in einer Burg, die im Auge eines Taifuns liegt, dem Land, das nicht sein darf. Der Name der Burg ist gleichzeitig der Entstehungsgrund des Taifuns, der um sie wütet. Beim Abzählen ihrer Mannschaftsstärke ist der Wilden 13 ein kleiner Fehler unterlaufen. In Wirklichkeit sind sie nur zwölf Brüder. Ihr Irrtum gründet darauf, dass zu den zwölf Piraten ja noch ein Anführer dazugezählt werden muss – der allerdings jeden Morgen neu aus ihrer Mitte gewählt wird. Die Piraten sehen alle gleich aus und sind stolz darauf, die einzigen Dreizehnlinge auf der Welt zu sein, bis Jim Knopf herausfindet, dass sie nur zwölf sind.
Charakteristisch für sie ist eine spezielle Schreibtechnik: Jeder von ihnen beherrscht nur einen einzigen Buchstaben. Wenn sie etwas aufschreiben wollen, stellen sie sich zusammen auf, das Wort wird vom Anführer laut und langsam vorgesagt, und wenn einer der Brüder „seinen“ Buchstaben erkennt, tritt er vor und schreibt ihn hin. Später wird Jim anhand dieser Buchstaben jedem von ihnen einen Namen (und somit eine individuelle Identität) geben: Antonio, Emilio, Fernando, Ignazio, Ludowico, Maximiliano, Nikolo, Rudolfo, Sebastiano, Theodoro, Ulrico, Xaverio.